# دی‌ان‌ای (آلبوم بکستریت بویز)
دی‌ان‌ای (انگلیسی: DNA) نهمین آلبوم استودیویی (هشتمین در ایالات متحده آمریکا) از گروه موسیقی آمریکایی بکستریت بویز است. این آلبوم نخستین بار در ۲۳ ژانویه ۲۰۱۹ در ژاپن و در ۲۵ ژانویه ۲۰۱۹ از طریق همکاری با ناشر موسیقی K-BAHN خود گروه و آرسی‌ای رکوردز در سایر مکان‌ها منتشر شد. آلبوم با حضور هنرمندانی از جمله لو، اندی گرامر، رایان تدر و شان مندز تهیه شده‌است.
این آلبوم با فروش ۲۲۷٬۰۰۰ نسخه خالص در رتبه اول جدول بیلبورد ۲۰۰ ایالات متحده آمریکا رسید و به ششمین آلبوم رتبه اول بکستریت بویز در این جدول تبدیل شد.

## تاریخچه انتشار
| کشور                | زمان           | فرمت(ها) | ناشر          | منا.  |
| ------------------- | -------------- | -------- | ------------- | ----- |
| ژاپن                | ۲۳ ژانویه ۲۰۱۹ | سی‌دی     | سونی          | [ ۷ ] |
| ایالات متحده آمریکا | ۲۵ ژانویه ۲۰۱۹ | سی‌دی     | آرسی‌ای رکوردز | [ ۸ ] |
| ایالات متحده آمریکا | ۱ فوریه ۲۰۱۹   | ال‌پی     | آرسی‌ای رکوردز | [ ۹ ] |